# Красная Поляна (Росія)
«Красная Поляна»  — міське поселення (селище міського типу) у складі Краснополянського селищного округу, що знаходиться в адміністративному підпорядкуванні Адлерського міського округу міста Сочі Краснодарського краю Російської Федерації. Населення: 9,165 (Перепис 2023)      
Розташоване на Західному Кавказі, воно є домом для нового гірськолижного курорту Роза Хутір з базовою висотою 560 метрів уздовж річки Мзимта, 39 кілометрів  від її впадіння в Чорне море в Адлерському міському окрузі Сочі. Вершина, яка обслуговується підйомником, піднімається на 2 320 метрів, що дає перепад висот понад милю на висоті 1 760 метрів. Курорт приймав змагання з гірськолижного спорту та лижних видів спорту під час Зимових Олімпійських ігор 2014 року в Сочі, а раніше приймав етапи Кубка світу з гірськолижного спорту в лютому 2012 року, двома роками раніше. 

## Етимологія
Назва «Красная Поляна» (букв. Червона галявина) дали грецькі поселенці в 1878 році через густе заростання папороті, листя якої восени мало червонувато-бурий колір.  Уолтер Річмонд, історик геноциду черкесів, зазначає, що Червона Поляна була названа на честь останнього стоянки абхазького племені ахчіпсу, багато з яких загинуло там у 1864 році 

## Історія
Незважаючи на те, що околиці багаті доісторичними дольменами та містять руїни близько двадцяти середньовічних фортів, поселення вперше з’являється в письменній історії в 1835 році, коли російський шпигун, барон Федір Торнау, відвідав садзьке абхазьке село Артквадж під виглядом черкеського горця. Провівши кілька днів у селі, він записав свої спостереження в журнал.
До 1860-х років село було відоме як Кбааде і стало населеним гілкою Садз Ахчіпсоу. У 1864 році ця територія була значущою для черкеської історії ареною останніх битв російсько-черкеської війни. Цю територію завоювали чотири головні російські армії, і було оголошено про закінчення тривалої Кавказької війни (червень 2, 1864). Місцевість увійшла до складу Російської імперії, а тих жителів, які не присягали на вірність імперії, виселили до Османської імперії. На місці занедбаного аулу в 1869 році з'явилося нове селище Червона Поляна.
Після Жовтневої революції 1917 року скит повернув собі колишню назву і статус і поступово став невідомим. Близькість до Сочі, «літньої столиці» Росії, зрештою відродила її успіх в останній чверті 20-го століття, коли він здобув певну популярність в колишньому Радянському Союзі, попри обмежені готельні можливості та обладнання, а також труднощі доступу через вузькі гірські перевали.

## Розташування та зручності

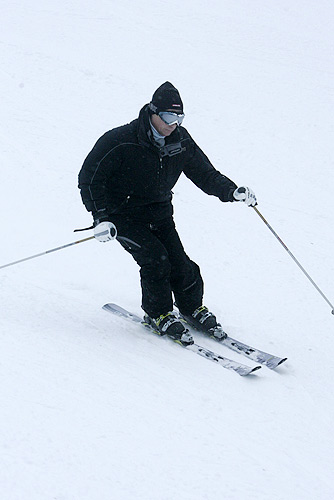
Володимир Путін на гірськолижному курорті Красна Поляна в 2008 році

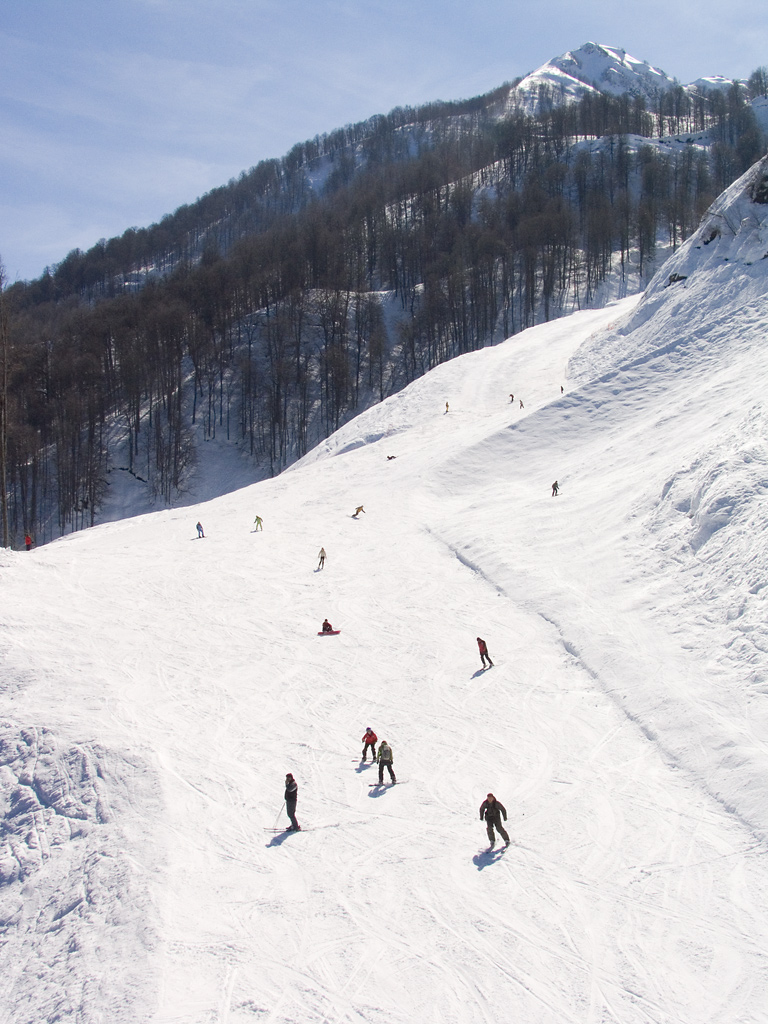
Гірськолижна траса в Красній Поляні

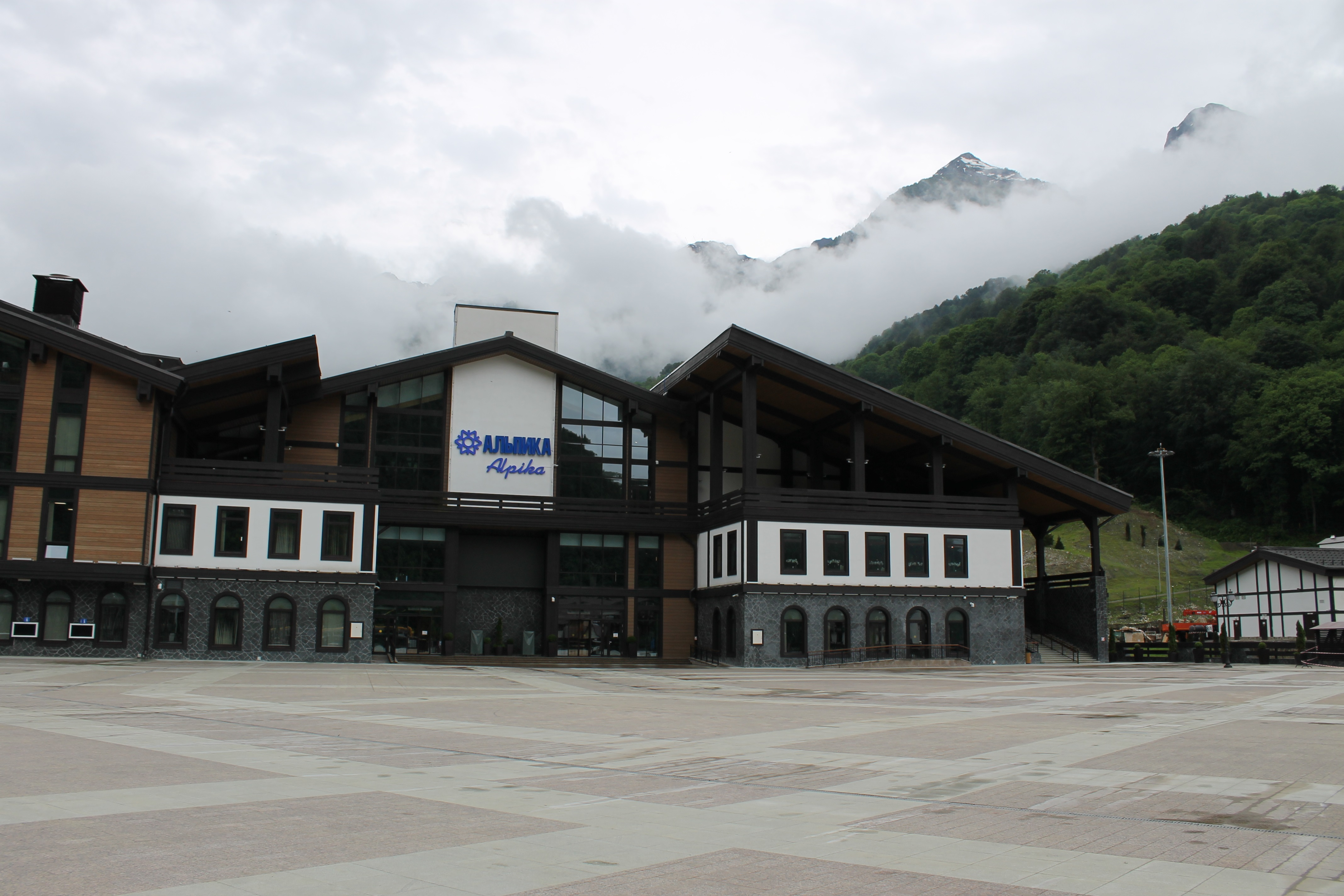
Нижня станція Альпіка Сервіс

«Красная Поляна» розташована на мальовничому тлі Кавказьких гір, висота яких перевищує 2 000 метрів, на відстані 67 кілометрів від центру Сочі по дорозі та 40 кілометрів від міжнародного аеропорту Адлер-Сочі. Поселення страждало від транспортних проблем: щоб покращити це до Зимової Олімпіади 2014 року, була побудована залізнична колія, яка з’єднала район з аеропортом, Олімпійським селищем Сочі та центром Сочі.

## Пам'ятки
- Храм Святого Харлампія Катеринодарської єпархії Російської православної церкви та каплиця при ній на кладовищі.
- «Мисливський будиночок», побудований 1901 року для царя на схилах гори Ачишхо.
- Краєзнавчий музей.
- Музей природи при Краснополянському лісництві.
- Бронзовий солдат (встановлений 2 травня 2010 року).
- Краснополянські дольмени.

## Конструкції
- Електрична опора, схожа на снігового барса .

## Економіка
Господарська діяльність в селі базується на обслуговуванні туристів і приїжджих взимку і влітку. «Красная Поляна» — це центр гірськолижного спорту та сноуборду.

## Місця проведення Олімпіади 2014 року

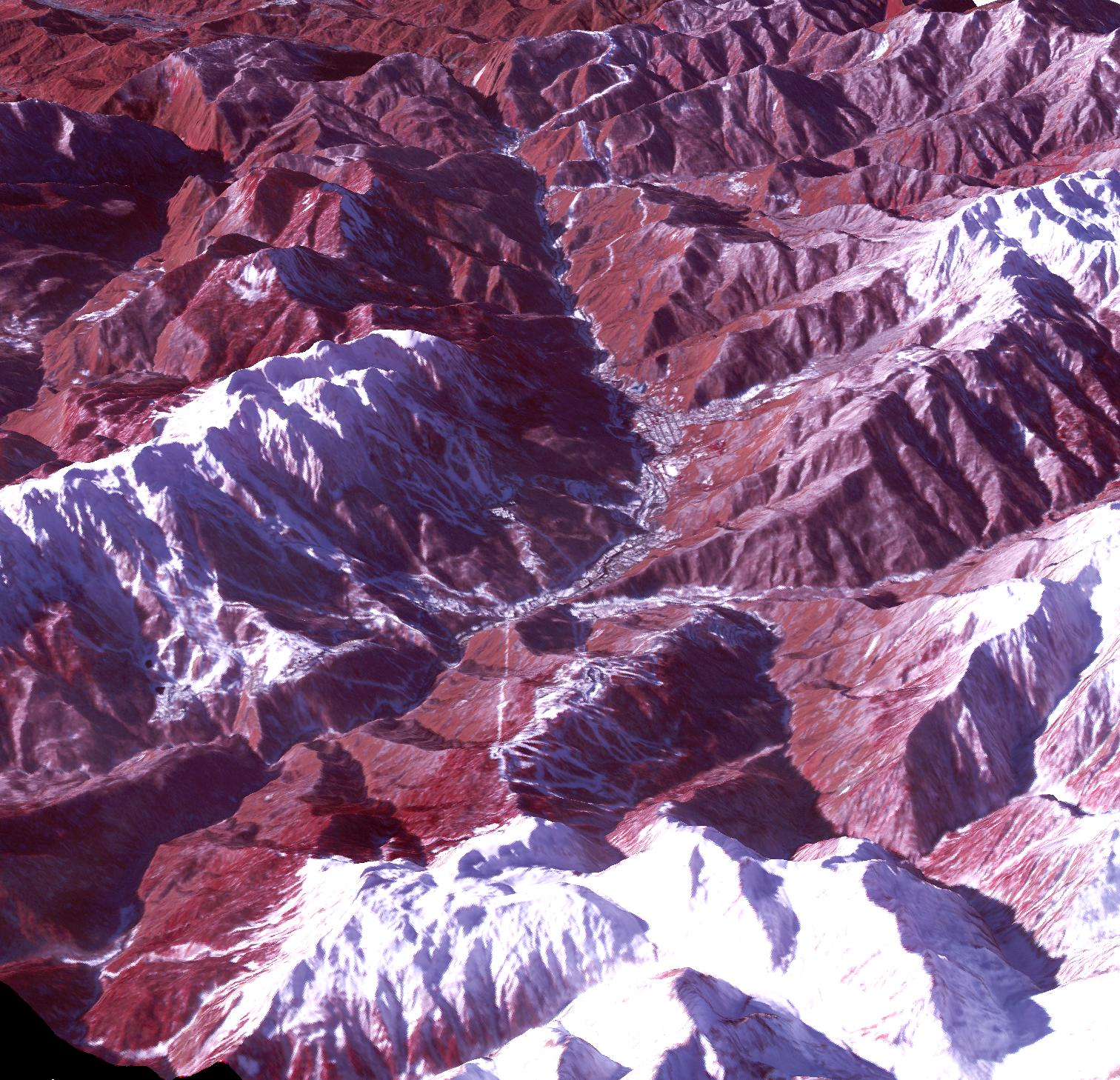
Гірськолижний курорт Роза Хутор поблизу Сочі знаходиться в долині в центрі, і траси видно на затінених схилах ліворуч від долини. (Зображення NASA ASTER)

- Санний центр санного спорту, бобслею, скелетону (переїхав до Ржаної Поляни у травні 2009 року)
- Лаура Центр лижних гонок та біатлону, біатлон, лижні гонки та двоборство
- Гірськолижний курорт Роза Хутор, гірські лижі
- Екстрім-парк Роза Хутір, фристайл, сноуборд
- Центр трамплінів RusSki Gorki, стрибки з трампліна та двоборство

## Зовнішні посилання
- (рос.) Красная Поляна